# Elvin Məmişzadə
Elvin Məmişzadə (Sumqayıt, 17 dicembre 1991) è un pugile azero.

## Palmarès

### Mondiali dilettanti
- 1 medaglia:
  - 1 oro (Doha 2015 nei pesi mosca)

### Giochi europei
- 1 medaglia:
  - 1 oro (Baku 2015 nei pesi mosca)

### Europei dilettanti
- 2 medaglie:
  - 1 argento (Mosca 2010 nei pesi minimosca)
  - 1 bronzo (Minsk 2013 nei pesi mosca)